# III liga polska w piłce siatkowej mężczyzn (2023/2024)
III liga polska w piłce siatkowej mężczyzn 2023/2024 – rozgrywki czwartej w hierarchii - po PLS (PlusLidze i Tauron 1. Lidze) i II lidze - klasy męskich ligowych rozgrywek siatkarskich w Polsce. Rywalizacja w niej toczy się systemem ligowym - o awans do II ligi, a za jej prowadzenie odpowiadają Wojewódzkie Związki Piłki Siatkowej. W niektórych województwach gra się rundy play-off. Najlepsze dwie drużyny każdego z województw mają prawo wystąpić w turniejach o awans do II ligi organizowanych przez Polski Związek Piłki Siatkowej - półfinałowych i finałowych. W każdym turnieju niezależnie od etapu udział biorą cztery drużyny, w półfinałowych dwie najlepsze z każdego z turniejów awansują dalej, w turniejach finałowych również dwie najlepsze drużyny każdego z nich awansują finalnie do II ligi. W niektórych województwach najsłabsze drużyny są relegowane do IV ligi (bezpośrednio bądź po barażu), jeśli w danym województwie ona funkcjonuje.

## Rozgrywki wojewódzkie

### Dolnośląski ZPS

#### Runda Zasadnicza
| Miejsce | Zespół                         | M  | P  | LZ | S     | MP        | Adnotacje                                        |
| ------- | ------------------------------ | -- | -- | -- | ----- | --------- | ------------------------------------------------ |
| 1.      | SPS Modeko Brzeg Dolny         | 16 | 40 | 14 | 43:14 | 1359:1161 |                                                  |
| 2.      | MUKS Ziemi Milickiej Milicz    | 16 | 38 | 12 | 41:13 | 1269:1094 |                                                  |
| 3.      | KKS Jelenia Góra               | 16 | 34 | 12 | 38:20 | 1333:1227 | wycofanie się z rozgrywek po zakończonym sezonie |
| 4.      | BTS Elektros Bolesławiec       | 16 | 32 | 10 | 36:23 | 1361:1277 |                                                  |
| 5.      | UKS Tygrysy Strzelin           | 16 | 28 | 9  | 33:26 | 1331:1279 |                                                  |
| 6.      | SPS Mountpark Kąty Wrocławskie | 16 | 24 | 8  | 29:33 | 1372:1372 |                                                  |
| 7.      | SKSM Adrenalina Sobótka        | 16 | 9  | 3  | 14:42 | 1131:1316 |                                                  |
| 8.      | KPS Faraon Ziębice             | 16 | 6  | 2  | 11:42 | 1044:1293 |                                                  |
| 9.      | Tauron Gwardia Wrocław Academy | 16 | 5  | 2  | 12:44 | 1156:1337 |                                                  |

     spadek do IV ligi

#### Baraż o utrzymanie
| Miejsce | Zespół                          | M | P | LZ | S   | MP      |
| ------- | ------------------------------- | - | - | -- | --- | ------- |
| 1.      | SKFiS "Kudowianka" Kudowa Zdrój | 2 | 4 | 2  | 6:3 | 218:195 |
| 2.      | KPS Faraon Ziębice              | 2 | 2 | 0  | 3:6 | 195:218 |

#### Półfinały
| Miejsce | Zespół                   | M | P | LZ | S   | MP      |
| ------- | ------------------------ | - | - | -- | --- | ------- |
| 1.      | SPS Modeko Brzeg Dolny   | 2 | 3 | 1  | 5:3 | 176:160 |
| 2.      | BTS Elektros Bolesławiec | 2 | 3 | 1  | 3:5 | 160:176 |

     zespół zgłoszony do turnieju półfinałowego
| Miejsce | Zespół                      | M | P | LZ | S   | MP      |
| ------- | --------------------------- | - | - | -- | --- | ------- |
| 1.      | MUKS Ziemi Milickiej Milicz | 2 | 4 | 2  | 6:0 | 150:114 |
| 2.      | KKS Jelenia Góra            | 2 | 2 | 0  | 0:6 | 114:150 |

#### Finał
| Miejsce | Zespół                      | M | P | LZ | S   | MP      |
| ------- | --------------------------- | - | - | -- | --- | ------- |
| 1.      | MUKS Ziemi Milickiej Milicz | 2 | 3 | 1  | 5:3 | 185:164 |
| 2.      | BTS Elektros Bolesławiec    | 2 | 3 | 1  | 3:5 | 164:185 |

     zespół zgłoszony do turnieju półfinałowego

### Kujawsko-Pomorski / Pomorski ZPS (rozgrywki wspólne)
| Lp. | Zespół                          | Mecze | Pkt | Zw. | Sety + | Sety - | pkt + | pkt - | Adnotacje                                        |
| --- | ------------------------------- | ----- | --- | --- | ------ | ------ | ----- | ----- | ------------------------------------------------ |
| 1   | AZS UMK Toruń                   | 5     | 10  | 4   | 12     | 8      | 462   | 448   |                                                  |
| 2   | LZS Dragacz                     | 6     | 8   | 2   | 13     | 15     | 628   | 608   |                                                  |
| 3   | PTPS-ZSS Człuchów               | 2     | 5   | 2   | 6      | 2      | 177   | 160   |                                                  |
| 4   | UKS Jedynka Reda                | 2     | 3   | 1   | 5      | 5      | 218   | 225   |                                                  |
| 5   | Trefl Gdańsk S.A. III           | 2     | 1   | 0   | 2      | 6      | 159   | 188   |                                                  |
| 6   | UKS Olimpijczyk Pruszcz Gdański | 1     | 0   | 0   | 1      | 3      | 84    | 99    | wycofanie się z rozgrywek po zakończonym sezonie |

     zespół zgłoszony do turnieju półfinałowego

### Lubelski ZPS
| Miejsce | Zespół                                | Mecze | Punkty | W. | P. | Sety  | Małe punkty | Adnotacje                                        |
| ------- | ------------------------------------- | ----- | ------ | -- | -- | ----- | ----------- | ------------------------------------------------ |
| 1       | AKS Karol KUL                         | 12    | 33     | 12 | 0  | 36:12 | 1,135:955   |                                                  |
| 2       | LKS Cisy Nałęczów                     | 12    | 19     | 6  | 6  | 24:20 | 967:949     |                                                  |
| 3       | Lotnicza Akademia Wojskowa w Dęblinie | 12    | 16     | 5  | 7  | 23:24 | 1,064:1021  |                                                  |
| 4       | KPS Krasnystaw                        | 12    | 4      | 1  | 11 | 8:35  | 779:1020    | wycofanie się z rozgrywek po zakończonym sezonie |

     zespół zgłoszony do turnieju półfinałowego

### Lubuski / Zachodniopomorski ZPS (rozgrywki wspólne)
| Poz. | Drużyna                           | Pkt | M  | Zw | Prz | Sety+ | Sety- | P+   | P-   | Adnotacje                                        |
| ---- | --------------------------------- | --- | -- | -- | --- | ----- | ----- | ---- | ---- | ------------------------------------------------ |
| 1    | SUS Travel Elephant Trzebiatów    | 31  | 12 | 11 | 1   | 33    | 9     | 998  | 826  |                                                  |
| 2    | SKS Tęcza Krosno Odrzańskie       | 26  | 12 | 9  | 3   | 30    | 13    | 1004 | 794  |                                                  |
| 3    | UKS Żak Krzeszyce                 | 22  | 12 | 7  | 5   | 27    | 19    | 1027 | 975  |                                                  |
| 4    | UKS ZSMS Trzyna-stka Zielona Góra | 22  | 12 | 7  | 5   | 27    | 21    | 1037 | 994  |                                                  |
| 5    | STS Olimpia-AS Słubice            | 19  | 12 | 6  | 6   | 21    | 20    | 901  | 876  |                                                  |
| 6    | KS Atak Gorzów Wlkp.              | 3   | 12 | 1  | 11  | 7     | 34    | 713  | 1005 | wycofanie się z rozgrywek po zakończonym sezonie |
| 7    | SKS Dziki Kowalów                 | 3   | 12 | 1  | 11  | 5     | 34    | 766  | 976  |                                                  |

     zespół zgłoszony do turnieju półfinałowego

### Łódzki ZPS

#### Runda Zasadnicza
| Lp. | Zespół                     | Mecze | Pkt | Sety + | Sety - | pkt + | pkt - |
| --- | -------------------------- | ----- | --- | ------ | ------ | ----- | ----- |
| 1   | PGE SKRA Bełchatów II      | 10    | 22  | 24     | 13     | 862   | 825   |
| 2   | Resursa Łódź               | 10    | 21  | 21     | 11     | 781   | 676   |
| 3   | SMS PZPS Spała III         | 10    | 17  | 21     | 15     | 842   | 774   |
| 4   | MKS BZURA Ozorków          | 10    | 17  | 19     | 15     | 777   | 689   |
| 5   | KS WIFAMA Łódź             | 10    | 9   | 16     | 24     | 854   | 925   |
| 6   | MKS Volley Żelazny Opoczno | 10    | 4   | 5      | 28     | 575   | 802   |

#### Turniej finałowy
| Lp. | Zespół                | Mecze | Pkt | Sety + | Sety - | pkt + | pkt - |
| --- | --------------------- | ----- | --- | ------ | ------ | ----- | ----- |
| 1   | Resursa Łódź          | 3     | 6   | 9      | 2      | 269   | 215   |
| 2   | KS WIFAMA Łódź        | 3     | 5   | 6      | 7      | 266   | 287   |
| 3   | PGE SKRA Bełchatów II | 3     | 4   | 6      | 6      | 272   | 268   |
| 4   | MKS BZURA Ozorków     | 3     | 3   | 3      | 9      | 240   | 277   |

     zespół zgłoszony do turnieju półfinałowego

### Małopolski ZPS
| Lp. | Zespół                | Mecze | Pkt | Sety + | Sety - | pkt + | pkt - |
| --- | --------------------- | ----- | --- | ------ | ------ | ----- | ----- |
| 1   | MKS SKAWA Wadowice    | 14    | 37  | 40     | 12     | 1208  | 1048  |
| 2   | KS Volley Podegrodzie | 14    | 28  | 35     | 19     | 1228  | 1152  |
| 3   | GKPS Gorlice          | 14    | 27  | 30     | 22     | 1202  | 1075  |
| 4   | GSKS Laskowa          | 14    | 19  | 26     | 29     | 1204  | 1239  |
| 5   | MUKS ISKIERKA TARNÓW  | 14    | 15  | 21     | 30     | 1090  | 1189  |
| 6   | MKS RYGLICE           | 14    | 15  | 19     | 31     | 1055  | 1116  |
| 7   | MKS GRYF Brzesko      | 14    | 15  | 19     | 31     | 1065  | 1143  |
| 8   | VOLLEYTEAM Gromnik    | 14    | 12  | 17     | 33     | 1068  | 1158  |

     zespół zgłoszony do turnieju półfinałowego
     spadek do IV ligi

### Mazowiecko-Warszawski ZPS

#### Runda Zasadnicza
| Lp. | Zespół                         | Mecze | Pkt | Zw. | Sety + | Sety - | pkt + | pkt - | Adnotacje                                        |
| --- | ------------------------------ | ----- | --- | --- | ------ | ------ | ----- | ----- | ------------------------------------------------ |
| 1   | ProNutiva SKK Belsk Duży       | 18    | 52  | 17  | 53     | 8      | 1482  | 1222  |                                                  |
| 2   | KPS Płock                      | 18    | 36  | 13  | 40     | 24     | 1478  | 1350  |                                                  |
| 3   | SPS Radmot Jedlińsk            | 18    | 31  | 11  | 36     | 26     | 1433  | 1332  |                                                  |
| 4   | UKS Orlęta Raszyn              | 18    | 30  | 10  | 35     | 30     | 1496  | 1466  |                                                  |
| 5   | PSG KPS Siedlce II             | 18    | 28  | 9   | 34     | 35     | 1558  | 1515  | wycofanie się z rozgrywek po zakończonym sezonie |
| 6   | RAS 6 Szydłowiec               | 18    | 25  | 8   | 33     | 33     | 1419  | 1476  |                                                  |
| 7   | iProArt Huragan Stare Babice   | 18    | 21  | 7   | 32     | 44     | 1614  | 1682  |                                                  |
| 8   | MOS Iskra Warszawa             | 18    | 20  | 7   | 28     | 42     | 1483  | 1583  |                                                  |
| 9   | UKS Olimpijczyk 2008 Mszczonów | 18    | 15  | 5   | 24     | 46     | 1492  | 1622  |                                                  |
| 10  | UKS Herkules Sulejówek         | 18    | 12  | 3   | 20     | 47     | 1357  | 1564  |                                                  |

     zespół zgłoszony do turnieju półfinałowego
     spadek do IV ligi

### Opolski ZPS

#### Klasyfikacja po rundzie zasadniczej
| Miejsce | Drużyna                   |
| ------- | ------------------------- |
| 1       | NKS Start Namysłów        |
| 2       | AS Stal Nysa              |
| 3       | SPS Walce                 |
| 4       | KS Volley Chrząstowice    |
| 5       | AS Kronospan Strzelce Op. |

#### Klasyfikacja po rundzie finałowej
| Miejsce | Drużyna                | Adnotacje                                        |
| ------- | ---------------------- | ------------------------------------------------ |
| 1       | AS Stal Nysa           |                                                  |
| 2       | SPS Walce              |                                                  |
| 3       | NKS Start Namysłów     |                                                  |
| 4       | KS Volley Chrząstowice | wycofanie się z rozgrywek po zakończonym sezonie |

     zespół zgłoszony do turnieju półfinałowego

### Podkarpacki ZPS

#### Runda zasadnicza
| Lp. | Zespół                         | Mecze | Pkt | Sety + | Sety - | pkt + | pkt - | Adnotacje                                        |
| --- | ------------------------------ | ----- | --- | ------ | ------ | ----- | ----- | ------------------------------------------------ |
| 1   | SST Lubcza Racławówka          | 18    | 45  | 50     | 16     | 1530  | 1293  |                                                  |
| 2   | AKS V LO Rzeszów               | 18    | 44  | 48     | 18     | 1537  | 1347  |                                                  |
| 3   | MKS Wisłok Strzyżów            | 18    | 43  | 46     | 19     | 1523  | 1292  |                                                  |
| 4   | KLIMA Błażowa                  | 18    | 37  | 42     | 22     | 1512  | 1306  |                                                  |
| 5   | ProSport Marmax Czudec         | 18    | 32  | 38     | 31     | 1492  | 1529  |                                                  |
| 6   | Renga SST Sportur Gmina Łańcut | 18    | 28  | 34     | 35     | 1525  | 1550  |                                                  |
| 7   | TKF Anilana Rakszawa           | 18    | 19  | 29     | 39     | 1500  | 1507  |                                                  |
| 8   | TSV Sanok                      | 18    | 12  | 18     | 46     | 1282  | 1493  | wycofanie się z rozgrywek po zakończonym sezonie |
| 9   | TKS Żagiel Radymno             | 18    | 7   | 12     | 50     | 1192  | 1465  |                                                  |
| 10  | SPS Pruchnik                   | 18    | 3   | 11     | 52     | 1234  | 1545  |                                                  |

     spadek do IV ligi

#### Baraż o utrzymanie
| Lp. | Zespół                                     | Mecze | Pkt | Sety + | Sety - | pkt + | pkt - |
| --- | ------------------------------------------ | ----- | --- | ------ | ------ | ----- | ----- |
| 1   | AlterEco Maj-Bud Bystrzaki Gmina Iwierzyce | 2     | 6   | 6      | 0      | 150   | 103   |
| 2   | SPS Pruchnik                               | 2     | 0   | 0      | 6      | 103   | 150   |

#### Turniej finałowy
| Lp. | Zespół                | Mecze | Pkt | Sety + | Sety - | pkt + | pkt - | Adnotacje                     |
| --- | --------------------- | ----- | --- | ------ | ------ | ----- | ----- | ----------------------------- |
| 1   | MKS Wisłok Strzyżów   | 3     | 7   | 9      | 5      | 322   | 304   |                               |
| 2   | SST Lubcza Racławówka | 3     | 7   | 5      | 8      | 285   | 302   |                               |
| 3   | KLIMA Błażowa         | 3     | 5   | 8      | 5      | 292   | 280   |                               |
| 4   | AKS V LO Rzeszów      | 3     | 5   | 5      | 9      | 304   | 317   | awans do II ligi decyzją PZPS |

     awans do II ligi
     zespół zgłoszony do turnieju półfinałowego

### Podlaski ZPS
| Miejsce | Zespół               | punkty | sety  | St.setów | Małe pkt. | St.m.pkt | Mecze | Adnotacje                                        |
| ------- | -------------------- | ------ | ----- | -------- | --------- | -------- | ----- | ------------------------------------------------ |
| 1       | UKS Centrum Augustów | 13     | 15:8  | 1.88     | 462:475   | 0.97     | 6     |                                                  |
| 2       | SAS Sejny            | 12     | 15:8  | 1.88     | 525:491   | 1.07     | 6     | wycofanie się z rozgrywek po zakończonym sezonie |
| 3       | BAS Białystok II     | 9      | 11:12 | 0.92     | 499:455   | 1.10     | 6     |                                                  |
| 4       | KS Śniadowo          | 2      | 5:18  | 0.28     | 462:527   | 0.88     | 6     |                                                  |

     zespół zgłoszony do turnieju półfinałowego

### Śląski ZPS

#### Runda zasadnicza
| Miejsce | Zespół                                   | Mecze | Pkt | Zw. | Sety + | Sety - | pkt + | pkt - | Adnotacje                                        |
| ------- | ---------------------------------------- | ----- | --- | --- | ------ | ------ | ----- | ----- | ------------------------------------------------ |
| 1       | Talent Sferawent Cieszyn                 | 22    | 49  | 17  | 56     | 28     | 1941  | 1716  | wycofanie się z rozgrywek po zakończonym sezonie |
| 2       | SK Górnik Radlin                         | 22    | 46  | 15  | 51     | 30     | 1875  | 1724  |                                                  |
| 3       | Tauron Norwid Częstochowa II             | 22    | 40  | 15  | 53     | 39     | 1986  | 1911  |                                                  |
| 4       | Akademia Talentów Jastrzębski Węgiel II  | 22    | 40  | 14  | 49     | 34     | 1859  | 1747  |                                                  |
| 5       | KS VOLLEY Miasteczko Śląskie             | 22    | 39  | 13  | 49     | 37     | 1926  | 1838  |                                                  |
| 6       | Eco-Team AZS Stoelzle Częstochowa II     | 22    | 38  | 13  | 42     | 35     | 1641  | 1656  |                                                  |
| 7       | Klub Siatkarski Racibórz                 | 22    | 36  | 12  | 43     | 37     | 1854  | 1736  |                                                  |
| 8       | Volley Dąbrowa Górnicza                  | 22    | 36  | 11  | 47     | 41     | 1962  | 1823  |                                                  |
| 9       | Garbarnia Szczakowa UKS Jedynka Jaworzno | 22    | 32  | 10  | 41     | 42     | 1791  | 1840  | wycofanie się z rozgrywek po zakończonym sezonie |
| 10      | BBTS Włókniarz Bielsko-Biała             | 22    | 28  | 9   | 36     | 45     | 1726  | 1842  |                                                  |
| 11      | LKS Olimpia Włodowice                    | 22    | 12  | 3   | 24     | 59     | 1701  | 1954  |                                                  |
| 12      | VitaSUN MKS BĘDZIN S.A. II               | 22    | 0   | 0   | 2      | 66     | 1230  | 1705  |                                                  |

#### Półfinały
| Miejsce | Zespół                                  | Mecze | Pkt | Zw. | Sety + | Sety - | pkt + | pkt - |
| ------- | --------------------------------------- | ----- | --- | --- | ------ | ------ | ----- | ----- |
| 1       | Talent Sferawent Cieszyn                | 2     | 4   | 1   | 5      | 4      | 195   | 203   |
| 2       | Akademia Talentów Jastrzębski Węgiel II | 2     | 2   | 1   | 4      | 5      | 203   | 195   |

| Miejsce | Zespół                       | Mecze | Pkt | Zw. | Sety + | Sety - | pkt + | pkt - |
| ------- | ---------------------------- | ----- | --- | --- | ------ | ------ | ----- | ----- |
| 1       | SK Górnik Radlin             | 2     | 3   | 1   | 3      | 3      | 126   | 126   |
| 2       | Tauron Norwid Częstochowa II | 2     | 3   | 1   | 3      | 3      | 126   | 126   |

(złoty set: 15:10 dla Tauron Norwid Częstochowa II)

#### Mecz o III miejsce
| Miejsce | Zespół                                  | Mecze | Pkt | Zw. | Sety + | Sety - | pkt + | pkt - |
| ------- | --------------------------------------- | ----- | --- | --- | ------ | ------ | ----- | ----- |
| 1       | SK Górnik Radlin                        | 1     | 2   | 1   | 3      | 2      | 103   | 107   |
| 2       | Akademia Talentów Jastrzębski Węgiel II | 1     | 1   | 0   | 2      | 3      | 107   | 103   |

#### Finał
| Miejsce | Zespół                       | Mecze | Pkt | Zw. | Sety + | Sety - | pkt + | pkt - |
| ------- | ---------------------------- | ----- | --- | --- | ------ | ------ | ----- | ----- |
| 1       | Talent Sferawent Cieszyn     | 1     | 2   | 1   | 3      | 0      | 85    | 71    |
| 2       | Tauron Norwid Częstochowa II | 1     | 1   | 0   | 0      | 3      | 71    | 85    |

     zespół zgłoszony do turnieju półfinałowego

### Świętokrzyski ZPS

#### Runda zasadnicza

##### Grupa 1
| Lp. | Zespół                             | Mecze | Pkt | Zw. | Sety + | Sety - | pkt + | pkt - | Adnotacje                                        |
| --- | ---------------------------------- | ----- | --- | --- | ------ | ------ | ----- | ----- | ------------------------------------------------ |
| 1   | Cerrad SMS Starachowice            | 8     | 17  | 6   | 20     | 11     | 697   | 676   |                                                  |
| 2   | Aluron CMC Wybicki Kielce          | 8     | 16  | 6   | 20     | 11     | 715   | 658   |                                                  |
| 3   | Hetman Włoszczowa                  | 8     | 13  | 4   | 17     | 15     | 704   | 680   |                                                  |
| 4   | MKS Orlicz Suchedniów              | 8     | 7   | 2   | 11     | 19     | 648   | 682   | wycofanie się z rozgrywek po zakończonym sezonie |
| 5   | SEMAV STONES EMERYK SK Nowa Słupia | 8     | 7   | 2   | 8      | 20     | 584   | 652   |                                                  |

     spadek do IV ligi

##### Grupa 2
| Lp. | Zespół                           | Mecze | Pkt | Zw. | Sety + | Sety - | pkt + | pkt - |
| --- | -------------------------------- | ----- | --- | --- | ------ | ------ | ----- | ----- |
| 1   | Procarte Sport CK Kielce         | 8     | 21  | 7   | 23     | 8      | 729   | 622   |
| 2   | LERKO Galeria Ciepła Kielce      | 8     | 17  | 7   | 21     | 12     | 740   | 666   |
| 3   | MKS Czarni Połaniec              | 8     | 11  | 3   | 17     | 18     | 766   | 747   |
| 4   | MSS Masłów                       | 8     | 8   | 2   | 14     | 20     | 697   | 767   |
| 5   | SMS GUMP Ostrowiec Świętokrzyski | 8     | 3   | 1   | 5      | 22     | 527   | 657   |

     spadek do IV ligi

#### Runda play-off

##### Baraże o utrzymanie
| Lp. | Zespół                           | Mecze | Pkt | Zw. | Sety + | Sety - | pkt + | pkt - |
| --- | -------------------------------- | ----- | --- | --- | ------ | ------ | ----- | ----- |
| 1   | Hetman Włoszczowa                | 3     | 6   | 3   | 9      | 3      | 274   | 227   |
| 2   | SMS GUMP Ostrowiec Świętokrzyski | 3     | 3   | 0   | 3      | 9      | 227   | 274   |

| Lp. | Zespół                | Mecze | Pkt | Zw. | Sety + | Sety - | pkt + | pkt - |
| --- | --------------------- | ----- | --- | --- | ------ | ------ | ----- | ----- |
| 1   | MKS Orlicz Suchedniów | 3     | 6   | 3   | 9      | 5      | 326   | 308   |
| 2   | MSS Masłów            | 3     | 3   | 0   | 5      | 9      | 308   | 326   |

| Lp. | Zespół                             | Mecze | Pkt | Zw. | Sety + | Sety - | pkt + | pkt - |
| --- | ---------------------------------- | ----- | --- | --- | ------ | ------ | ----- | ----- |
| 1   | MKS Czarni Połaniec                | 3     | 6   | 3   | 9      | 2      | 279   | 214   |
| 2   | SEMAV STONES EMERYK SK Nowa Słupia | 3     | 3   | 0   | 2      | 9      | 214   | 279   |

##### O miejsca 1-4
| Lp. | Zespół                      | Mecze | Pkt | Zw. | Sety + | Sety - | pkt + | pkt - |
| --- | --------------------------- | ----- | --- | --- | ------ | ------ | ----- | ----- |
| 1   | LERKO Galeria Ciepła Kielce | 2     | 4   | 2   | 6      | 3      | 202   | 178   |
| 2   | Cerrad SMS Starachowice     | 2     | 2   | 0   | 3      | 6      | 178   | 202   |

| Lp. | Zespół                    | Mecze | Pkt | Zw. | Sety + | Sety - | pkt + | pkt - |
| --- | ------------------------- | ----- | --- | --- | ------ | ------ | ----- | ----- |
| 1   | Procarte Sport CK Kielce  | 3     | 5   | 2   | 8      | 6      | 305   | 282   |
| 2   | Aluron CMC Wybicki Kielce | 3     | 4   | 1   | 6      | 8      | 282   | 305   |

##### O 3 miejsce
| Lp. | Zespół                    | Mecze | Pkt | Zw. | Sety + | Sety - | pkt + | pkt - |
| --- | ------------------------- | ----- | --- | --- | ------ | ------ | ----- | ----- |
| 1   | Aluron CMC Wybicki Kielce | 2     | 4   | 2   | 6      | 0      | 154   | 126   |
| 2   | Cerrad SMS Starachowice   | 2     | 2   | 0   | 0      | 6      | 126   | 154   |

##### Finał
| Lp. | Zespół                      | Mecze | Pkt | Zw. | Sety + | Sety - | pkt + | pkt - |
| --- | --------------------------- | ----- | --- | --- | ------ | ------ | ----- | ----- |
| 1   | LERKO Galeria Ciepła Kielce | 2     | 4   | 2   | 6      | 1      | 167   | 141   |
| 2   | Procarte Sport CK Kielce    | 2     | 2   | 0   | 1      | 6      | 141   | 167   |

     zespół zgłoszony do turnieju półfinałowego

### Warmińsko-Mazurski ZPS

#### Runda zasadnicza
| Lp. | Zespół                         | Mecze | Pkt | Sety + | Sety - | pkt + | pkt - |
| --- | ------------------------------ | ----- | --- | ------ | ------ | ----- | ----- |
| 1   | AZS UWM Olsztyn II             | 8     | 23  | 24     | 3      | 657   | 521   |
| 2   | KPS Gietrzwałd                 | 8     | 15  | 17     | 13     | 701   | 686   |
| 3   | AZS UWM SMS Olsztyn            | 8     | 12  | 15     | 16     | 706   | 705   |
| 4   | SMS 4M ENERGY Działdowo        | 8     | 6   | 10     | 20     | 619   | 688   |
| 5   | Team Cresovia Górowo Iławeckie | 8     | 4   | 8      | 22     | 636   | 719   |

#### Runda play-off

##### O miejsca 1-4
| Lp. | Zespół                  | Mecze | Pkt | Sety + | Sety - | pkt + | pkt - |
| --- | ----------------------- | ----- | --- | ------ | ------ | ----- | ----- |
| 1   | AZS UWM Olsztyn II      | 2     | 6   | 6      | 1      | 173   | 137   |
| 2   | SMS 4M ENERGY Działdowo | 2     | 0   | 1      | 6      | 137   | 173   |

| Lp. | Zespół              | Mecze | Pkt | Sety + | Sety - | pkt + | pkt - |
| --- | ------------------- | ----- | --- | ------ | ------ | ----- | ----- |
| 1   | KPS Gietrzwałd      | 2     | 4   | 5      | 4      | 214   | 186   |
| 2   | AZS UWM SMS Olsztyn | 2     | 2   | 4      | 5      | 186   | 214   |

##### O 3 miejsce
| Lp. | Zespół                  | Mecze | Pkt | Sety + | Sety - | pkt + | pkt - |
| --- | ----------------------- | ----- | --- | ------ | ------ | ----- | ----- |
| 1   | AZS UWM SMS Olsztyn     | 2     | 6   | 6      | 0      | 150   | 123   |
| 2   | SMS 4M ENERGY Działdowo | 2     | 0   | 0      | 6      | 123   | 150   |

##### Finał
| Lp. | Zespół             | Mecze | Pkt | Sety + | Sety - | pkt + | pkt - |
| --- | ------------------ | ----- | --- | ------ | ------ | ----- | ----- |
| 1   | AZS UWM Olsztyn II | 2     | 4   | 6      | 4      | 229   | 212   |
| 2   | KPS Gietrzwałd     | 2     | 2   | 4      | 6      | 212   | 229   |

     zespół zgłoszony do turnieju półfinałowego

### Wielkopolski ZPS

#### Runda zasadnicza

##### Grupa 1
| Lp. | Zespół                                         | Mecze | Pkt | Zw. | Sety + | Sety - | pkt + | pkt - |
| --- | ---------------------------------------------- | ----- | --- | --- | ------ | ------ | ----- | ----- |
| 1   | ENEA Energetyk Poznań II                       | 14    | 33  | 11  | 36     | 15     | 1213  | 1034  |
| 2   | Zamek Gołańcz                                  | 14    | 28  | 10  | 33     | 20     | 1221  | 1130  |
| 3   | Volley kost-pol.pl Wieleń                      | 14    | 27  | 10  | 33     | 25     | 1283  | 1258  |
| 4   | ENEA Energetyk Poznań III                      | 14    | 24  | 8   | 30     | 27     | 1238  | 1214  |
| 5   | TSK Orzeł Osiek                                | 14    | 18  | 5   | 26     | 29     | 1196  | 1171  |
| 6   | Jet Service LOMS Joker Piła - Powiat Pilski    | 14    | 16  | 6   | 24     | 30     | 1154  | 1167  |
| 7   | Jet Service LOMS Joker Piła - Powiat Pilski II | 14    | 16  | 5   | 21     | 32     | 1080  | 1199  |
| 8   | UKS Szamotulanin Szamotuły                     | 14    | 6   | 1   | 14     | 39     | 1054  | 1266  |

##### Grupa 2
| Lp. | Zespół                               | Mecze | Pkt | Zw. | Sety + | Sety - | pkt + | pkt - | Adnotacje                                        |
| --- | ------------------------------------ | ----- | --- | --- | ------ | ------ | ----- | ----- | ------------------------------------------------ |
| 1   | Tarnovia Volleyball Tarnowo Podgórne | 10    | 29  | 10  | 30     | 5      | 837   | 632   |                                                  |
| 2   | SPS Volley Opatówek                  | 10    | 22  | 7   | 25     | 11     | 837   | 699   | wycofanie się z rozgrywek po zakończonym sezonie |
| 3   | KKS Astra Krotoszyn                  | 10    | 14  | 4   | 17     | 20     | 791   | 833   |                                                  |
| 4   | KS Volley Żerków                     | 10    | 13  | 5   | 20     | 23     | 930   | 958   |                                                  |
| 5   | LUKS Wilki Wilczyn II                | 10    | 9   | 3   | 11     | 22     | 676   | 777   |                                                  |
| 6   | MUKS Czarni Kępno                    | 10    | 3   | 1   | 7      | 29     | 691   | 863   |                                                  |

#### Runda play-off

##### 1 runda

###### O miejsca 9-14
| Lp. | Zespół                                         | Mecze | Pkt | Zw. | Sety + | Sety - | pkt + | pkt - | Adnotacje                                        |
| --- | ---------------------------------------------- | ----- | --- | --- | ------ | ------ | ----- | ----- | ------------------------------------------------ |
| 1   | Jet Service LOMS Joker Piła - Powiat Pilski II | 1     | 4   | 1   | 5      | 1      | 146   | 120   |                                                  |
| 2   | MUKS Czarni Kępno                              | 1     | 1   | 0   | 2      | 4      | 125   | 142   |                                                  |
| 3   | TSK Orzeł Osiek                                | 0     | 0   | 0   | 2      | 4      | 131   | 140   | wycofanie się z rozgrywek po zakończonym sezonie |

| Lp. | Zespół                                      | Mecze | Pkt | Zw. | Sety + | Sety - | pkt + | pkt - | Adnotacje                                        |
| --- | ------------------------------------------- | ----- | --- | --- | ------ | ------ | ----- | ----- | ------------------------------------------------ |
| 1   | Jet Service LOMS Joker Piła - Powiat Pilski | 1     | 4   | 1   | 5      | 1      | 153   | 117   |                                                  |
| 2   | UKS Szamotulanin Szamotuły                  | 2     | 3   | 1   | 3      | 3      | 127   | 128   | wycofanie się z rozgrywek po zakończonym sezonie |
| 3   | LUKS Wilki Wilczyn II                       | 1     | 0   | 0   | 1      | 5      | 118   | 153   | wycofanie się z rozgrywek po zakończonym sezonie |

##### O miejsca 1-8
| Lp. | Zespół                               | Mecze | Pkt | Zw. | Sety + | Sety - | pkt + | pkt - |
| --- | ------------------------------------ | ----- | --- | --- | ------ | ------ | ----- | ----- |
| 1   | Tarnovia Volleyball Tarnowo Podgórne | 2     | 6   | 2   | 6      | 0      | 154   | 112   |
| 2   | SPS Volley Opatówek                  | 2     | 6   | 2   | 6      | 1      | 173   | 130   |
| 3   | ENEA Energetyk Poznań II             | 2     | 6   | 2   | 6      | 1      | 169   | 147   |
| 4   | Zamek Gołańcz                        | 2     | 6   | 2   | 6      | 2      | 196   | 172   |
| 5   | KKS Astra Krotoszyn                  | 2     | 0   | 0   | 2      | 6      | 172   | 196   |
| 6   | KS Volley Żerków                     | 2     | 0   | 0   | 1      | 6      | 147   | 169   |
| 7   | Volley kost-pol.pl Wieleń            | 2     | 0   | 0   | 1      | 6      | 130   | 173   |
| 8   | ENEA Energetyk Poznań III            | 2     | 0   | 0   | 0      | 6      | 112   | 154   |

##### 2 runda

###### O miejsca 5-8
| Lp. | Zespół                    | Mecze | Pkt | Zw. | Sety + | Sety - | pkt + | pkt - |
| --- | ------------------------- | ----- | --- | --- | ------ | ------ | ----- | ----- |
| 1   | Volley kost-pol.pl Wieleń | 2     | 4   | 1   | 5      | 4      | 201   | 188   |
| 2   | KKS Astra Krotoszyn       | 1     | 3   | 1   | 3      | 1      | 100   | 93    |
| 3   | KS Volley Żerków          | 2     | 2   | 1   | 4      | 5      | 188   | 201   |
| 4   | ENEA Energetyk Poznań II  | 1     | 0   | 0   | 1      | 3      | 93    | 100   |

###### O miejsca 1-4
| Lp. | Zespół                               | Mecze | Pkt | Zw. | Sety + | Sety - | pkt + | pkt - |
| --- | ------------------------------------ | ----- | --- | --- | ------ | ------ | ----- | ----- |
| 1   | Tarnovia Volleyball Tarnowo Podgórne | 2     | 6   | 2   | 6      | 0      | 150   | 111   |
| 2   | ENEA Energetyk Poznań                | 2     | 4   | 2   | 6      | 4      | 211   | 217   |
| 3   | SPS Volley Opatówek                  | 2     | 2   | 0   | 4      | 6      | 217   | 211   |
| 4   | Zamek Gołańcz                        | 2     | 0   | 0   | 0      | 6      | 111   | 150   |

###### O 7 miejsce
| Lp. | Zespół                   | Mecze | Pkt | Zw. | Sety + | Sety - | pkt + | pkt - |
| --- | ------------------------ | ----- | --- | --- | ------ | ------ | ----- | ----- |
| 1   | ENEA Energetyk Poznań II | 1     | 2   | 1   | 3      | 2      | 106   | 102   |
| 2   | KS Volley Żerków         | 1     | 1   | 0   | 2      | 3      | 102   | 106   |

###### O 5 miejsce
| Lp. | Zespół                    | Mecze | Pkt | Zw. | Sety + | Sety - | pkt + | pkt - |
| --- | ------------------------- | ----- | --- | --- | ------ | ------ | ----- | ----- |
| 1   | KKS Astra Krotoszyn       | 2     | 5   | 2   | 6      | 3      | 211   | 177   |
| 2   | Volley kost-pol.pl Wieleń | 2     | 1   | 0   | 3      | 6      | 177   | 211   |

###### O 3 miejsce
| Lp. | Zespół              | Mecze | Pkt | Zw. | Sety + | Sety - | pkt + | pkt - |
| --- | ------------------- | ----- | --- | --- | ------ | ------ | ----- | ----- |
| 1   | SPS Volley Opatówek | 2     | 3   | 1   | 5      | 5      | 202   | 199   |
| 2   | Zamek Gołańcz       | 2     | 3   | 1   | 5      | 5      | 199   | 202   |

     zespół zgłoszony do turnieju półfinałowego

###### Finał
| Lp. | Zespół                               | Mecze | Pkt | Zw. | Sety + | Sety - | pkt + | pkt - |
| --- | ------------------------------------ | ----- | --- | --- | ------ | ------ | ----- | ----- |
| 1   | Tarnovia Volleyball Tarnowo Podgórne | 2     | 6   | 2   | 6      | 1      | 170   | 144   |
| 2   | ENEA Energetyk Poznań II             | 2     | 0   | 0   | 1      | 6      | 144   | 170   |

     zespół zgłoszony do turnieju półfinałowego
źródło: oficjalne strony Wojewódzkich Związków Piłki Siatkowej

## Turnieje półfinałowe[2]

### Trzebiatów
| Lp. | Zespół                               | Mecze | Pkt | Zw. | Sety + | Sety - | pkt + | pkt - |
| --- | ------------------------------------ | ----- | --- | --- | ------ | ------ | ----- | ----- |
| 1   | SUS Travel Elephant Trzebiatów       | 3     | 6   | 3   | 9      | 0      | 225   | 174   |
| 2   | Tarnovia Volleyball Tarnowo Podgórne | 3     | 5   | 2   | 6      | 3      | 218   | 181   |
| 3   | UKS Jedynka Reda                     | 3     | 4   | 1   | 3      | 6      | 203   | 207   |
| 4   | LZS Gminy Dragacz                    | 3     | 3   | 0   | 0      | 9      | 148   | 232   |

     awans do turnieju finałowego

### Toruń
| Lp. | Zespół                          | Mecze | Pkt | Zw. | Sety + | Sety - | pkt + | pkt - |
| --- | ------------------------------- | ----- | --- | --- | ------ | ------ | ----- | ----- |
| 1   | PTPS-ZSS Człuchów               | 3     | 6   | 3   | 9      | 4      | 300   | 265   |
| 2   | KLIMA Błażowa                   | 3     | 5   | 2   | 8      | 3      | 254   | 209   |
| 3   | UKS Olimpijczyk Pruszcz Gdański | 3     | 4   | 1   | 4      | 7      | 231   | 255   |
| 4   | AZS UMK Toruń                   | 3     | 3   | 0   | 2      | 9      | 207   | 263   |

     awans do turnieju finałowego

### Augustów
| Lp. | Zespół                   | Mecze | Pkt | Zw. | Sety + | Sety - | pkt + | pkt - |
| --- | ------------------------ | ----- | --- | --- | ------ | ------ | ----- | ----- |
| 1   | ProNutiva SKK Belsk Duży | 3     | 6   | 3   | 9      | 1      | 249   | 189   |
| 2   | GKS Zamek Gołańcz        | 3     | 5   | 2   | 6      | 4      | 233   | 230   |
| 3   | KS Wifama Łódź           | 3     | 4   | 1   | 3      | 7      | 220   | 235   |
| 4   | UKS Centrum Augustów     | 3     | 3   | 0   | 3      | 9      | 245   | 293   |

     awans do turnieju finałowego

### Łódź
| Lp. | Zespół               | Mecze | Pkt | Zw. | Sety + | Sety - | pkt + | pkt - |
| --- | -------------------- | ----- | --- | --- | ------ | ------ | ----- | ----- |
| 1   | KPS Płock            | 3     | 5   | 2   | 8      | 3      | 265   | 214   |
| 2   | AZS UWM Olsztyn II   | 3     | 5   | 2   | 6      | 3      | 216   | 212   |
| 3   | Resursa Łódź         | 3     | 5   | 2   | 6      | 5      | 265   | 237   |
| 4   | REA BAS Białystok II | 3     | 3   | 0   | 0      | 9      | 142   | 225   |

     awans do turnieju finałowego

### Kielce
| Lp. | Zespół                      | Mecze | Pkt | Zw. | Sety + | Sety - | pkt + | pkt - |
| --- | --------------------------- | ----- | --- | --- | ------ | ------ | ----- | ----- |
| 1   | MKS Wisłok Strzyżów         | 3     | 6   | 3   | 9      | 3      | 290   | 232   |
| 2   | LKS Cisy Nałęczów           | 3     | 5   | 2   | 8      | 3      | 243   | 238   |
| 3   | KS Volley Podegrodzie       | 3     | 4   | 1   | 3      | 8      | 231   | 260   |
| 4   | Lerko Galeria Ciepła Kielce | 3     | 3   | 0   | 3      | 9      | 246   | 280   |

     awans do turnieju finałowego

### Lublin
| Lp. | Zespół                   | Mecze | Pkt | Zw. | Sety + | Sety - | pkt + | pkt - |
| --- | ------------------------ | ----- | --- | --- | ------ | ------ | ----- | ----- |
| 1   | AKS Karol KUL            | 3     | 6   | 3   | 9      | 2      | 260   | 217   |
| 2   | SST Lubcza Racławówka    | 3     | 4   | 1   | 7      | 7      | 294   | 289   |
| 3   | MKS SKAWA Wadowice       | 3     | 4   | 1   | 5      | 8      | 289   | 291   |
| 4   | Procarte Sport CK Kielce | 3     | 4   | 1   | 4      | 8      | 245   | 291   |

     awans do turnieju finałowego

### Cieszyn
| Lp. | Zespół                   | Mecze | Pkt | Zw. | Sety + | Sety - | pkt + | pkt - |
| --- | ------------------------ | ----- | --- | --- | ------ | ------ | ----- | ----- |
| 1   | SPS MODEKO Brzeg Dolny   | 3     | 6   | 3   | 9      | 3      | 265   | 249   |
| 2   | Talent Sferawent Cieszyn | 3     | 4   | 1   | 7      | 6      | 284   | 249   |
| 3   | SPS LZS Walce            | 3     | 4   | 1   | 6      | 8      | 303   | 309   |
| 4   | UKS ŻAK Krzeszyce        | 3     | 4   | 1   | 3      | 8      | 216   | 261   |

     awans do turnieju finałowego

### Nysa
| Lp. | Zespół                       | Mecze | Pkt | Zw. | Sety + | Sety - | pkt + | pkt - |
| --- | ---------------------------- | ----- | --- | --- | ------ | ------ | ----- | ----- |
| 1   | BTS Elektros Bolesławiec     | 3     | 6   | 3   | 9      | 3      | 276   | 250   |
| 2   | AS STAL Nysa                 | 3     | 5   | 2   | 8      | 4      | 285   | 244   |
| 3   | Tauron Norwid Częstochowa II | 3     | 4   | 1   | 5      | 6      | 235   | 243   |
| 4   | SKS Tęcza Krosno Odrzańskie  | 3     | 3   | 0   | 0      | 9      | 166   | 225   |

     awans do turnieju finałowego

## Turnieje finałowe[2]

### Brzeg Dolny
| Lp. | Zespół                               | Mecze | Pkt | Zw. | Sety + | Sety - | pkt + | pkt - |
| --- | ------------------------------------ | ----- | --- | --- | ------ | ------ | ----- | ----- |
| 1   | ProNutiva SKK Belsk Duży             | 3     | 6   | 3   | 9      | 2      | 262   | 221   |
| 2   | Tarnovia Volleyball Tarnowo Podgórne | 3     | 5   | 2   | 7      | 4      | 252   | 240   |
| 3   | SPS MODEKO Brzeg Dolny               | 3     | 4   | 1   | 4      | 8      | 256   | 267   |
| 4   | LKS Cisy Nałęczów                    | 3     | 3   | 0   | 3      | 9      | 243   | 285   |

     awans do II ligi

### Bolesławiec
| Lp. | Zespół                   | Mecze | Pkt | Zw. | Sety + | Sety - | pkt + | pkt - | adnotacje                                       |
| --- | ------------------------ | ----- | --- | --- | ------ | ------ | ----- | ----- | ----------------------------------------------- |
| 1   | KPS Płock                | 3     | 5   | 2   | 8      | 4      | 276   | 249   |                                                 |
| 2   | BTS Elektros Bolesławiec | 3     | 5   | 2   | 8      | 6      | 319   | 300   | brak zgłoszenia do przyszłych rozgrywek II ligi |
| 3   | SST Lubcza Racławówka    | 3     | 5   | 2   | 7      | 7      | 303   | 308   |                                                 |
| 4   | KLIMA Błażowa            | 3     | 3   | 0   | 3      | 9      | 241   | 282   |                                                 |

     awans do II ligi

### Strzyżów
| Lp. | Zespół                         | Mecze | Pkt | Zw. | Sety + | Sety - | pkt + | pkt - |
| --- | ------------------------------ | ----- | --- | --- | ------ | ------ | ----- | ----- |
| 1   | MKS Wisłok Strzyżów            | 3     | 6   | 3   | 9      | 0      | 225   | 176   |
| 2   | SUS Travel Elephant Trzebiatów | 3     | 5   | 2   | 6      | 5      | 253   | 230   |
| 3   | GKS Zamek Gołańcz              | 3     | 4   | 1   | 4      | 7      | 230   | 264   |
| 4   | Talent Sferawent Cieszyn       | 3     | 3   | 0   | 2      | 9      | 235   | 273   |

     awans do II ligi

### Lublin
| Lp. | Zespół             | Mecze | Pkt | Zw. | Sety + | Sety - | pkt + | pkt - |
| --- | ------------------ | ----- | --- | --- | ------ | ------ | ----- | ----- |
| 1   | AZS UWM Olsztyn II | 3     | 6   | 3   | 9      | 0      | 225   | 168   |
| 2   | AS STAL Nysa       | 3     | 5   | 2   | 6      | 6      | 262   | 248   |
| 3   | AKS Karol KUL      | 3     | 4   | 1   | 5      | 7      | 244   | 265   |
| 4   | PTPS-ZSS Człuchów  | 3     | 3   | 0   | 2      | 9      | 222   | 272   |

     awans do II ligi